# Karlee Bispo
Karlee Bispo, née le 24 janvier 1990 à Modesto (Californie), est une nageuse américaine.

## Biographie
Lors de ses débuts internationaux aux championnats du monde 2013, elle est médaillée d'or au relais 4 × 200 m nage libre avec Katie Ledecky, Shannon Vreeland et Missy Franklin. 

## Palmarès

### Championnats du monde

#### Grand bassin
- Championnats du monde 2013 à Barcelone (Espagne) :
  -  Médaille d'or au titre du relais 4 × 200 m nage libre